# Nowy Sącz
Nowy Sącz [novy sonč] (česky historicky Nový Sad nebo Nový Sadec,
německy Neu Sandez nebo také Neu Sandec, maďarsky Újszandec) je polské okresní město (powiat nowosądecki) v Malopolském vojvodství. Jedná se o jedno z nejstarších měst v Malopolsku, bylo založeno v roce 1292 českým králem Václavem II. Počet obyvatel v roce 2017 byl 83 993.
Podle polských jazykovědců byla původní forma názvu Sądecz [sondeč], jako gród Sądka [grud sondka] (Sandkův hrad), případně Sędka [sendka] či Sandka, což byly zřejmě zkrácené tvary jmen Sędzimir [senďžimir] nebo Sędziwój [senďživuj]. Jméno osady se skloňovalo Sądeczem, w Sądczu, ale protože seskupení hlásek „[n]dcz“ (ndč) se těžko vyslovuje, došlo ke zjednodušení na Sącz, ale přídavné jméno sądecki [sondecki] zůstalo.
Město se nacházelo na důležité obchodní cestě vedoucí z Polska do Maďarska. Díky své poloze bylo místem častých jednání polských panovníků se sousedními vládci. Široké okolí města je od raného středověku osídleno polskou etnografickou skupinou Sadeckých horalů (Górale sądeccy). Samotný Nový Sącz byl založen českým králem Václavem II., krátce po jeho ovládnutí Krakovska a Sandoměřska . Město a okolí bylo protiprávně obsazeno Rakouskem v roce 1770, ještě před prvním dělením Polska. Koncem října 1918 roku místní obyvatelstvo vyslalo své představitele do polské prozatímní vlády bývalých rakouských území sídlící v Krakově, která se do konce roku podřídila polské vládě ve Varšavě. V tomto městě byl v roce 1919 vězněn, souzen a zbaven obvinění prezident Lemko-rusínské republiky Jarosław Kaczmarczyk.
V letech 1975–1998 bylo město správním střediskem Novosadeckého vojvodství.

## Sport
- Sandecja Nowy Sącz - fotbalový klub

## Partnerská města
- Prešov, Slovensko
- Stará Ľubovňa, Slovensko
- Tarnów, Polsko
- Elbląg, Polsko
- Stryj, Ukrajina
- Trakai, Litva

## Externí odkazy

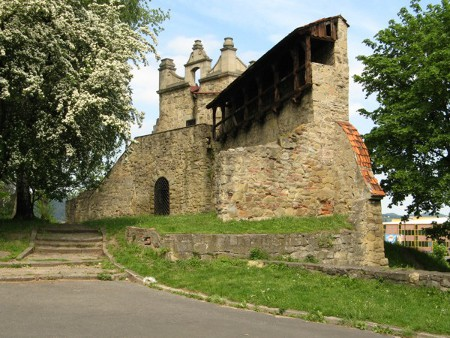
Hrad